# Altensteinia fimbriata
Altensteinia fimbriata, es una orquídea de hábito terrestre originaria de  Suramérica.

## Descripción
Es una planta de hábito terrestre que crece en climas fríos. Es robusta y  alfombra las laderas cubiertas de roca de granito roto. Tiene hojas caulinas lanceoladas, acuminadas, dispuestas en espiral de color verde que florece en una espiga terminal, erecta de 37,5 cm de largo, [se parece a un cepillo de botella], en un racimo basal con numerosas brácteas y flores de 2 a 2.5 cm de ancho. Produce la floración en mayo, pero se puede encontrar en flor a fines de la primavera y principios del verano.

## Distribución y hábitat
Se encuentra en Pisac, Perú y también se produce en Colombia, Venezuela, Ecuador y Bolivia a una altitud de 1800 a 3300  metros sobre herbazales o laderas rocosas en los bosques húmedos montanos o bosques nublados y empinados.

## Taxonomía
Altensteinia fimbriata fue descrito por Carl Sigismund Kunth y publicado en Nova Genera et Species Plantarum (quarto ed.) 1: 333, t. 72. 1815[1816].
Etimología
Altensteinia: nombre genérico que le fue dado en honor del Baron von Stein zum Altenstein.
fimbriata: epíteto latino que significa "con flecos".
Sinonimia
- Altensteinia sceptrum Rchb.f. 1854[1][4][5]